# Paul Sharma
Pour les articles homonymes, voir Sharma.
Paul Sharma, né à Londres en 1961 et connu sous le nom de Phaldut Sharma, est un acteur et danseur britannique.

## Filmographie

### Longs métrages
- 2013 : Gravity d'Alfonso Cuarón : Shariff (voix)
- 2015 : Cucumber : Leigh
- 2018 : L'Enlèvement : Sammy
- 2019 : The Personal History of David Copperfield d'Armando Iannucci : Butcher
- 2020 : Joyeux Noël Bob : Moody

### Séries télévisées
- 2012-2014 : EastEnders : AJ Ahmed
- 2019 : Hanna : Tom
- 2023 : Full Circle : Garmen